# Jason Denayer
Jason Grégory Marianne Denayer (sinh 28 tháng 6 năm 1995) là cầu thủ bóng đá người Bỉ đang thi đấu cho câu lạc bộ Al Fateh và đội tuyển quốc gia Bỉ ở vị trí trung vệ.
Anh có trận đấu chuyên nghiệp đầu tiên trong thời gian cho mượn tại Celtic, được vinh danh là cầu thủ trẻ xuất sắc nhất năm của Scotland PFA sau khi cùng câu lạc bộ giành chức vô địch giải ngoại hạng Scotland và cúp Liên đoàn Scotland. Sau đó, anh trải qua mùa giải tiếp theo dưới dạng cho mượn tại Galatasaray, và vô địch thêm cúp Thổ Nhĩ Kỳ.
Denayer đã ra sân nhiều lần cho Bỉ ở cấp độ U19 và U21, trước khi ra mắt đội tuyển quốc gia vào tháng 3 năm 2015. Anh có tên trong danh sách 23 cầu thủ của Bỉ tham dự EURO 2016. Tại giải đấu này, anh chỉ có một lần ra sân trong trận tứ kết gặp đội tuyển xứ Wales. Ngày 5 tháng 9 năm 2020, anh ghi bàn thắng đầu tiên cho đội tuyển trong trận gặp Đan Mạch tại UEFA Nations League.

## Thống kê sự nghiệp

### Câu lạc bộ
Tính đến ngày 9 tháng 1 năm 2021.
| Câu lạc bộ          | Mùa giải            | Giải đấu             | Giải đấu | Giải đấu | Cúp quốc gia | Cúp quốc gia | Cúp Liên đoàn | Cúp Liên đoàn | Châu Âu | Châu Âu | Tổng cộng | Tổng cộng |
| Câu lạc bộ          | Mùa giải            | Hạng                 | Trận     | Bàn      | Trận         | Bàn          | Trận          | Bàn           | Trận    | Bàn     | Trận      | Bàn       |
| ------------------- | ------------------- | -------------------- | -------- | -------- | ------------ | ------------ | ------------- | ------------- | ------- | ------- | --------- | --------- |
| Manchester City     | 2013–14             | Premier League       | 0        | 0        | 0            | 0            | 0             | 0             | 0       | 0       | 0         | 0         |
| Celtic (mượn)       | 2014–15             | Scottish Premiership | 29       | 5        | 4            | 1            | 4             | 0             | 7       | 0       | 44        | 6         |
| Galatasaray (mượn)  | 2015–16             | Süper Lig            | 17       | 0        | 5            | 0            | 0             | 0             | 6       | 0       | 28        | 0         |
| Sunderland (mượn)   | 2016-17             | Premier League       | 24       | 0        | 2            | 0            | 1             | 0             | —       | —       | 27        | 0         |
| Galatasaray (mượn)  | 2017–18             | Süper Lig            | 22       | 0        | 0            | 0            | —             | —             | 0       | 0       | 22        | 0         |
| Lyon                | 2018–19             | Ligue 1              | 31       | 2        | 4            | 0            | 2             | 0             | 8       | 0       | 45        | 2         |
| Lyon                | 2019–20             | Ligue 1              | 25       | 0        | 4            | 0            | 3             | 0             | 9       | 0       | 41        | 0         |
| Lyon                | 2020–21             | Ligue 1              | 17       | 1        | 0            | 0            | —             | —             | —       | —       | 17        | 1         |
| Lyon                | Tổng cộng           | Tổng cộng            | 73       | 3        | 8            | 1            | 5             | 0             | 17      | 0       | 103       | 4         |
| Tổng cộng sự nghiệp | Tổng cộng sự nghiệp | Tổng cộng sự nghiệp  | 165      | 8        | 19           | 2            | 10            | 0             | 30      | 0       | 224       | 10        |

### Quốc tế
Tính đến ngày 25 tháng 9 năm 2022
| Bỉ        | Bỉ   | Bỉ  |
| Năm       | Trận | Bàn |
| --------- | ---- | --- |
| 2015      | 4    | 0   |
| 2016      | 4    | 0   |
| 2017      | 0    | 0   |
| 2018      | 2    | 0   |
| 2019      | 3    | 0   |
| 2020      | 7    | 1   |
| 2021      | 12   | 0   |
| 2022      | 3    | 0   |
| Tổng cộng | 35   | 1   |

### Bàn thắng quốc tế
| # | Ngày            | Địa điểm                                  | Số trận | Đối thủ  | Bàn thắng | Kết quả | Giải đấu                    |
| - | --------------- | ----------------------------------------- | ------- | -------- | --------- | ------- | --------------------------- |
| 1 | 5 tháng 9, 2020 | Sân vận động Parken, Copenhagen, Đan Mạch | 15      | Đan Mạch | 1–0       | 2–0     | UEFA Nations League 2020–21 |